# Mastín de Kumaon
Mastín de Kumaon o Cypro Kukur (en Kumaoni - सिप्रो कुकुर), es una raza de perro de tipo moloso poco frecuente originaria de India.
Originariamente era una raza de perro guardián en las lomas de Kumaon, hoy es difícil de encontrar incluso en su región de origen.

## Origen
Se dice que los ancestros de esta raza provenían de la región mediterránea -ya que el nombre "Cypro Kukur" significa perro de Chipre en idioma Kumauni- y fue introducido en Kumaon por pobladores que posteriormente la adaptaron y convirtieron en lo que es hoy, aunque no hay evidencias que sugieran su origen chipriota, excepto el nombre. El folclore popular cuenta que fue introducida por los soldados de Alejandro Magno hacia el año 300, cuando invadieron India.

## Apariencia
El Cypro kukur es un perro grande de cuerpo enjuto, musculoso y de huesos grandes. Tienen una cabeza potente y un cuello grueso. Cuentan con un manto suave que siempre aparece atigrado y va de tonos claros a oscuros aunque con marcas blancas.
El tamaño medio a la cruz es de 70 cm, así que es similar a un Pastor de Asia Central.

## Temperamento
Son perros agresivos que necesitan entrenamiento.

## Raza amenazada
Se estima que tan sólo existen entre 150 y 200 ejemplares de esta raza en su país de origen, principalmente en la región de Kumaon
El mayor número de ejemplares se presenta en Europa, principalmente en Italia y Finlandia, donde fue introducido por criadores que trajeron la raza al Viejo Continente en el siglo XIX